# Elia Carta
Elia Carta, né le 10 décembre 1998,, est un coureur cycliste italien.

## Biographie
En 2022, Elia Carta intègre l'équipe amateur slovène MebloJOGI Pro-Concrete. Au mois de septembre, il se distingue en remportant la première étape du Tour de Serbie. Il termine également cette course à la troisième place du classement général. 

## Palmarès
- 2022
  - 1re étape du Tour de Serbie
  - 3e du Tour de Serbie